# Polyommatus eleniae
Polyommatus eleniae is een vlinder uit de familie Lycaenidae. De wetenschappelijke naam is gepubliceerd in 2005 door Coutsis en De Prins.
De soort komt voor in Europa.